# Lon Gisland EP
Albums de Beirut
Gulag Orkestar
(2006) Pompeii EP
(2007)
Lon Gisland EP est un EP de Beirut. C'est une suite de l'album Gulag Orkestar et premier album de Zach Condon enregistré avec son groupe.

## Liste des titres
1. Elephant Gun - 5:48
2. My Family's Role in the World Revolution - 2:07
3. Scenic World (Second Version) - 2:53
4. The Long Island Sound - 1:18
5. Carousels - 4:23